# بيدن كوه (نرغسان)
بیدن کوه (بالفارسية: پیدن کوه) هي منطقة سكنية تقع في إيران في قسم نرغسان الریفي. يقدر عدد سكانها بـ 121 نسمة بحسب إحصاء 2016.